# Rhein Polo Club
Der 1975 gegründete Rhein Polo Club Düsseldorf e.V. ist der größte und erfolgreichste Poloclub Nordrhein-Westfalens.
Seine Spielfelder und das Clubhaus befinden sich auf dem Hülsdonker Hof, einem denkmalgeschützten Bauernhof in der Stadt Willich unweit der Landeshauptstadt Düsseldorf.
Der Rhein Polo Club und seine Spieler haben seit seiner Gründung am 1. Dezember 1975 mehrere deutsche Meistertitel in verschiedenen Spielklassen gewonnen, zuletzt im Low und Medium Goal 2010. Der Club war
in den Jahren 2011 und 2012 Ausrichter der deutschen Meisterschaft im Low Goal, sowie Ende August 2013 in der Spielklasse Medium Goal.